# جيمس فرانكلين
جيمس فرانكلين (7 نوفمبر 1980 في نيوزيلندا - ) (بالإنجليزية: James Franklin)‏ هو لاعب كريكت نيوزلندي. شارك مع منتخب نيوزيلندا الوطني للكريكت. أما مع النوادي، فقد لعب مع مومباي إنديانز ونادي مقاطعة غلوستر للكريكت ‏ ونادي مقاطعة ساسكس للكريكت ‏ ونادي مقاطعة غلاموركن للكريكت ‏ وAdelaide Strikers ‏ وWellington cricket team ‏.

## وصلات خارجية
- جيمس فرانكلين على موقع إي آس بي آن كريك إنفو (الإنجليزية)